# Lex (computerprogramma)
Lex is een computerprogramma voor het genereren van lexical analysers (of: scanners, lexers). Lex wordt meestal gebruikt in combinatie met de parsergenerator Yacc.
De eerste versie van lex werd ontwikkeld door Eric Schmidt en Mike Lesk. Lex werd de standaard scanner-generator van het Unix-besturingssysteem, en is gestandaardiseerd als onderdeel van de POSIX-standaard.

## Werking
De invoer van lex is een specificatie van de te genereren scanner. Op basis van deze specificatie genereert lex een scanner geschreven in C.
Een lex-specificatie voor een scanner bestaat uit 3 onderdelen:
- Een definitie

Hier worden eventueel macro's gedefinieerd die later nodig zijn en headers geïmporteerd. Alle code in de definitie wordt onveranderd gekopieerd naar het gegenereerde C-programma.
- De regels

Hier wordt het feitelijke gedrag van de scanner gedefinieerd. Dit gebeurt door reguliere expressies te koppelen aan C-code. Wanneer de scanner op text stuit die overeenkomt met een reguliere expressie wordt de bijbehorende C-code uitgevoerd.
- C-code

Hier wordt alle overige C-code geplaatst die door de scanner gebruikt wordt. Als er in de regels bepaalde functies aangeroepen worden, kunnen deze functies hier gedefinieerd worden.

## Voorbeeld
De onderstaande lex-specificatie genereert een scanner die het aantal karakters en het aantal regels van zijn invoer telt.
```
 
int
 
num_lines
 
=
 
0
,
 
num_chars
 
=
 
0
;

 
%%

 
\
n
 
++
num_lines
;
 
++
num_chars
;

 
.
 
++
num_chars
;

 
%%

 
main
()

 
{

 
yylex
();

 
printf
(
 
"# of lines = %d, # of chars = %d
\n
"
,

 
num_lines
,
 
num_chars
 
);

 
}

```

## Andere versies
Flex (fast lexical analyzer) is een veelgebruikt alternatief voor lex. Flex werd oorspronkelijk geschreven door Vern Paxson rond 1987 en is backward compatible met lex.
Flex++ genereert scanners in C++.
GPLEX is een ander veelgebruikt alternatief voor lex. GPLEX genereert scanners in C# in plaats van C of C++.